# 花野巧
花野 巧（はなの たくみ、1953年9月21日 - ）は、元アマチュア野球選手である。ポジションは内野手。

## 来歴・人物
海南高校では尾崎健夫、大石友好のバッテリーを擁し、1971年春季四国大会県予選で優勝するが、県代表決定戦で徳島商（選抜代表校）に敗れ四国大会には進めなかった。同年夏も県予選準々決勝で池田高に敗れ、甲子園には出場できなかった。
同志社大学商学部に入学。同期のエース田尾安志を擁し、関西六大学野球リーグでは在学中3回優勝。1973年の全日本大学野球選手権大会は準決勝に進むが、中大の田村政雄に完封負けを喫する。同年の明治神宮野球大会は決勝で駒大に敗れ準優勝。1974年の明治神宮野球大会もベスト4に喰い込む。強打の三塁手として活躍し、1975年の春・秋季リーグで連続して首位打者を獲得した。また1975年のアジア野球選手権大会の日本代表にも選ばれた。
大学卒業後は社会人野球の日本生命に入社。1985年の都市対抗野球では三塁手として活躍。決勝で東芝に逆転勝ちし優勝を飾る。同大会では17打数9安打、6打点という成績を残し打撃賞を獲得、また10年連続出場選手として表彰されている。同年の社会人ベストナインにも選出された。
引退後はコーチを経て2010年から2014年まで杉浦正則の後を継いで日本生命の監督を務め、2014年の社会人野球選手権ではチームをベスト4に導いた。その後、富山県高岡市の伏木海陸運送のヘッドコーチを経て、2020年12月から母校の同志社大学の監督を務めた。4年間の任期を全うし、2024年11月に退任した。